# Рені
Рені́ — місто в Україні у південній Бессарабії, в Ізмаїльському районі Одеської області. Місто має залізничну станцію, морський торговельний порт. Населення становить 19 тис. мешканців (2016 р.). З 17 липня 2020 року адміністративний центр Ренійської міської громади Ізмаїльського району.
У місті розташований пункт контролю через молдовсько-український кордон Рені—Джурджулешти.
Підприємства для обслуговування залізничного транспорту, харчова промисловість.

## Етимологія
Місто Рені має слов'янську назву, хоча на перший погляд слово здається запозиченим. За часів Київської Русі тут була річкова пристань, що мовою того часу звалася рені. Збереглися також відомості про те, що слов'яни називали цю місцевість Перунова Рень (Перун — язичницький бог грому й блискавки; назва, очевидно, ще дохристиянська, а втім, цей бог жив у свідомості слов'ян ще не одне століття за християнства). Слово рень (засвідчене в Іпатіївському літописі 988 р.) означало «коса», «мілина»; було ще слово ринь — підводна кам'яна або глиняна гряда. У сучасній нам мові збереглося рідковживане слово рінь — «грубий пісок».

## Географія
Рені розташоване на лівому березі Дунаю за 3 км від гирла Пруту, і є найвіддаленішим містом від обласного центру. Відстань до облцентру становить близько 310 км, а до райцентру 69 км і проходить автошляхом E87.

### Клімат
Місто знаходяться в межах холодного семіаридного (степового) клімату.

## Історія

### Стародавня історія
Рені належить до числа прадавніх поселень на узбережжі Дунаю. Знайдені на його території археологічні пам'ятники належать до четвертого сторіччя до нашої ери. Рухаючись в західному напрямі, люди утворили спочатку поселення біля озера Ялпуг, потім досягли річки Прут, заснувавши недалеко від його впадіння до Дунаю нинішнє місто Рені, яке пройшло період давньогрецької колонізації. У другому столітті до нашої ери сюди прийшли римляни. У нижній течії Дунаю вони споруджували фортеці, що служили плацдармом для розширення своїх кордонів.
Про історію назви міста Рені немає єдиної думки серед істориків і краєзнавців. Велика частина з них є прибічником слов'янського походження топоніма Рені. Інша сторона дотримується латинського походження цього слова.
В даний час панує основна гіпотеза про походження назви міста — слов'янська: рень — пристань. Проте, є і інша версія — романська. Історики вважають, що нинішня назва міста походить від романського слова arena (арена), яке згодом генуезько-венеційські купці перетворили в Рені. Воно значить піщане місце, зручне для стоянки судів, тобто — порт, гавань. Адже з II століття до нашої ери і аж до 271 р. — III століття вже нової ери ця територія входила до складу Римської імперії — провінції Нижня Мезія. Гето-даки, що проживали тут, за цей час забули свою рідну мову (племені Децебала), і асимілювали латинську. Тому при заснуванні поселення, ще до приходу сюди слов'ян, а саме на лівому березі Дунаю нижче за нинішній порт, йому була дана назва RENIE, що латиною та італійською означає пісок. Цієї версії дотримуються краєзнавці Валерій Кожокару, Ярослав Козирь і дослідник з Кишинева Віталій Пастух-Коболтяну. Останній в 2008 році знайшов в одному з архівів Кишинева ще одну назву Рені часів гетто-даків — Тамасидава. З'ясувати переклад цього слова важко, адже мова гетто-даків давно забута, не мала писемності і вважається мертвою. Проте напевно відомо, що закінчення «дава» має значення «місто», «селище». Спростуванням цієї версії є два незалежні один від одного записи "Tamarovo, Erien oder Ren" та "TAMASIDAVA" у періодичному виданні "Reales Staats-Zeitungs und Conversations-Lexicon" за 1744р., а також положення позначення "Tamasidava" на мапі "Dacia rvm , moesia rvm qve, vetvs descriptio" за 1595р., яке не відповідає положенню м.Рені на сучасній мапі.
Професор Аристид Доватур, уродженець Рені, стверджував, що слово «рень» походить від грецького «ерієнь», що значить сувій або рулон. На його думку, на місці Рені в V столітті до н. е. знаходилося місто Ерієні. Це був період давньогрецької колонізації Північно-західного Причорномор'я. Підтвердженням права на існування цієї версії є запис "Tamarovo, Erien oder Ren" у періодичному виданні "Reales Staats-Zeitungs und Conversations-Lexicon" XVIII ст., а також положення позначення "Eriene Ren ou Tomarova" на мапі " Carte de la Hongrie" за 1703р., яке відповідає положенню м.Рені на сучасній мапі. 
Османи, будучи господарями цього краю в перебігу XVI—XVIII століть, перейменували Рені в Томарово, що в перекладі також означає сувій або рулон. Це говорить про те, що в цьому місці Дунаю відбувався значний вивіз шкір. Вони для зручності перевантаження і транспортування в трюмах суден згорталися в пакунки.
Відомий римський географ Касторій стверджував, що на початку IV століття на березі Дунаю оселилися східні слов'яни. Про це писав і руський літописець Нестор, автор «Повісті минулих літ». В той же час між Південним Бугом і Дунаєм жили слов'янські племена — тіверці та уличі.
Після розпаду Римської імперії місто увійшло до складу Візантії.

### Середні віки (IV—XII)
Східні слов'яни стали селитися на березі Дунаю на початку IV століття. У X—XII століттях Рені входив до складу Київської Русі, а потім Галицько-Волинського князівства і, пізніше, князівства Молдавського. Краєм його зачепила і татаро-монгольська Золота Орда.

### Османська імперія (1621—1821)
Місто було завойоване османами, які дали йому назву Томарово. Ця назва досі відома жителям місцевих сіл міської громади.

### Молдавське Князівство (1821—1862)
У цей період Рені належало Молдавському князівству.

### Румунія (1862—1877)
З приєднанням Молдавського князівства до Румунії місто стало частиною румунської держави.

### Російська імперія (1877—1917)
У цей період Рені входило до складу Російської імперії (Бессарабська губернія). Населення Придунав'я значно зросло за рахунок козаків, які хлинули сюди після знищення на початку XIX століття Запорізької Січі. 1915 року Рені відвідав цар Микола II.

### Румунія (1918—1940)

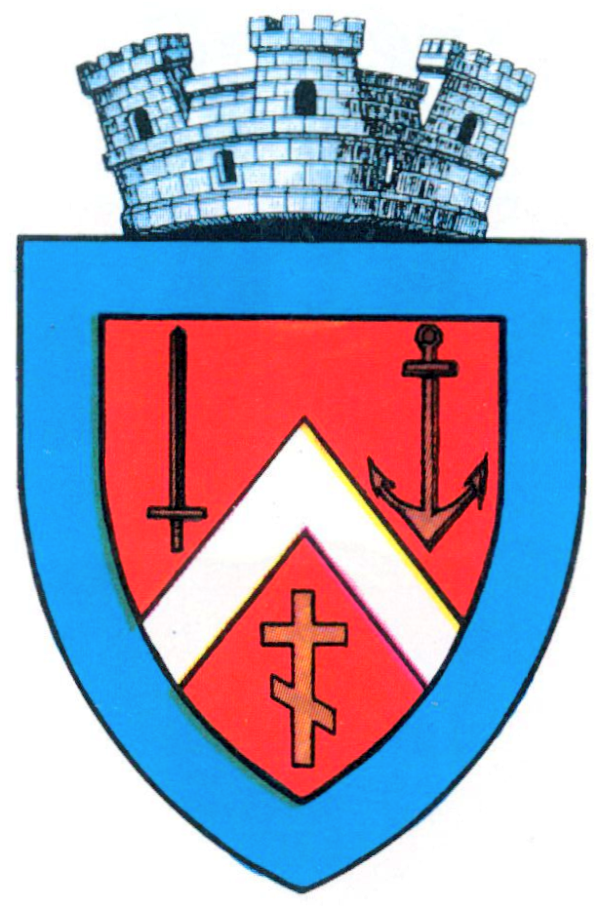
Герб Рені міжвоєнного періоду

З розпадом Російської імперії разом зі всією Бессарабією Рені перейшло під румунську юрисдикцію. З 1925 до 1938 року місто входило в Ізмаїльський жудець, а в 1938—1940 роках перебувало в складі цинуту Дунеря. 1937 року населення Рені становило 12,761 осіб. 1932 року був затверджений румунський герб міста.

### Українська РСР (1940—1991)
Рені увійшло до складу Радянського Союзу. Період бурхливого розвитку міста. Морський порт Рені став найбільшим транспортним вузлом. З провінційного містечка Рені перетворилося на індустріальний районний центр, що динамічно розвивається. В порівнянні з румунським періодом населення міста зросло більш ніж вдвічі.
1963—1970 роках Рені належало до міст обласного підпорядкування.

### Україна (з 1991)

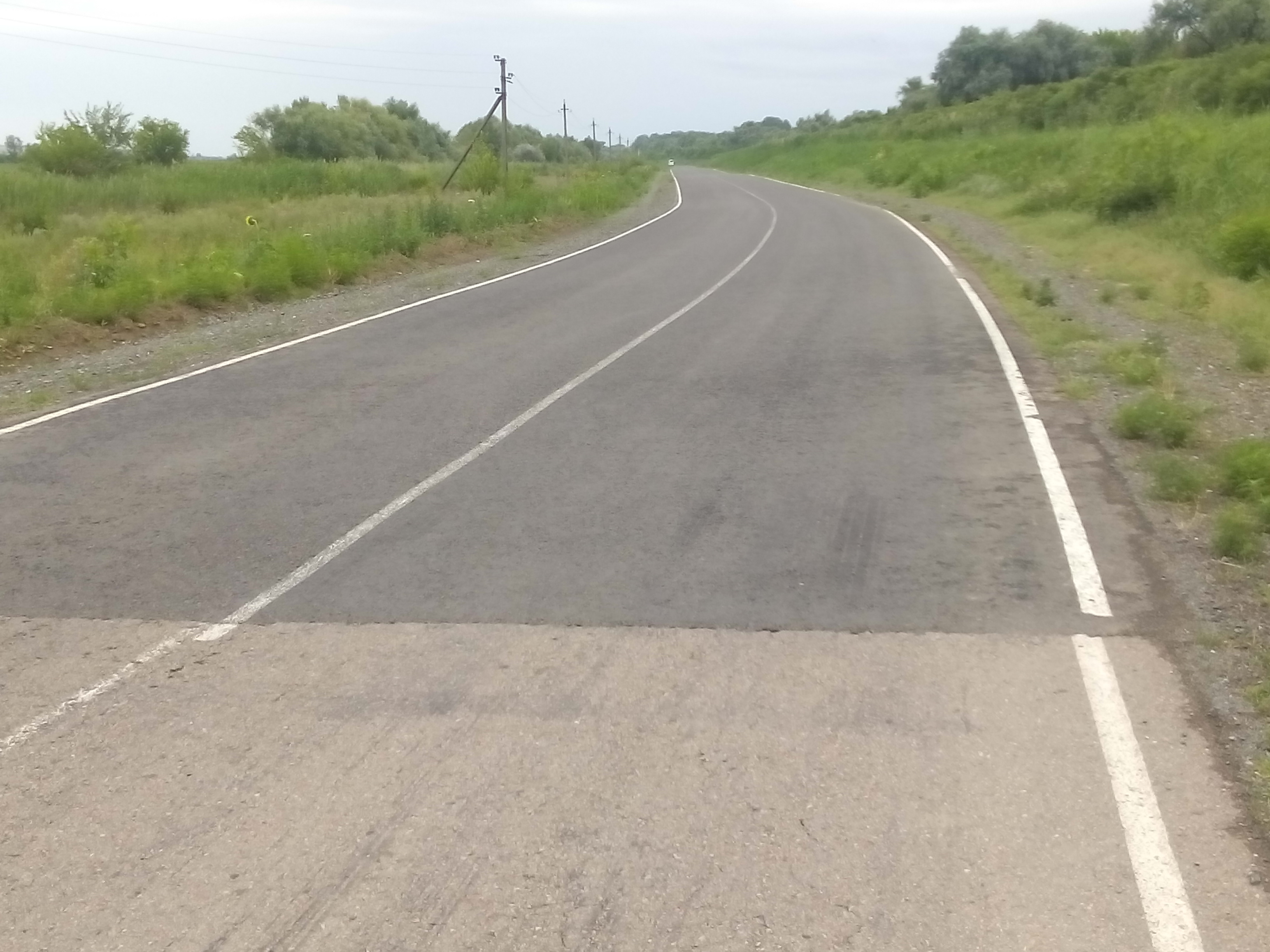
У 2018 році було капітально відремонтовано дорогу Одеса-Рені
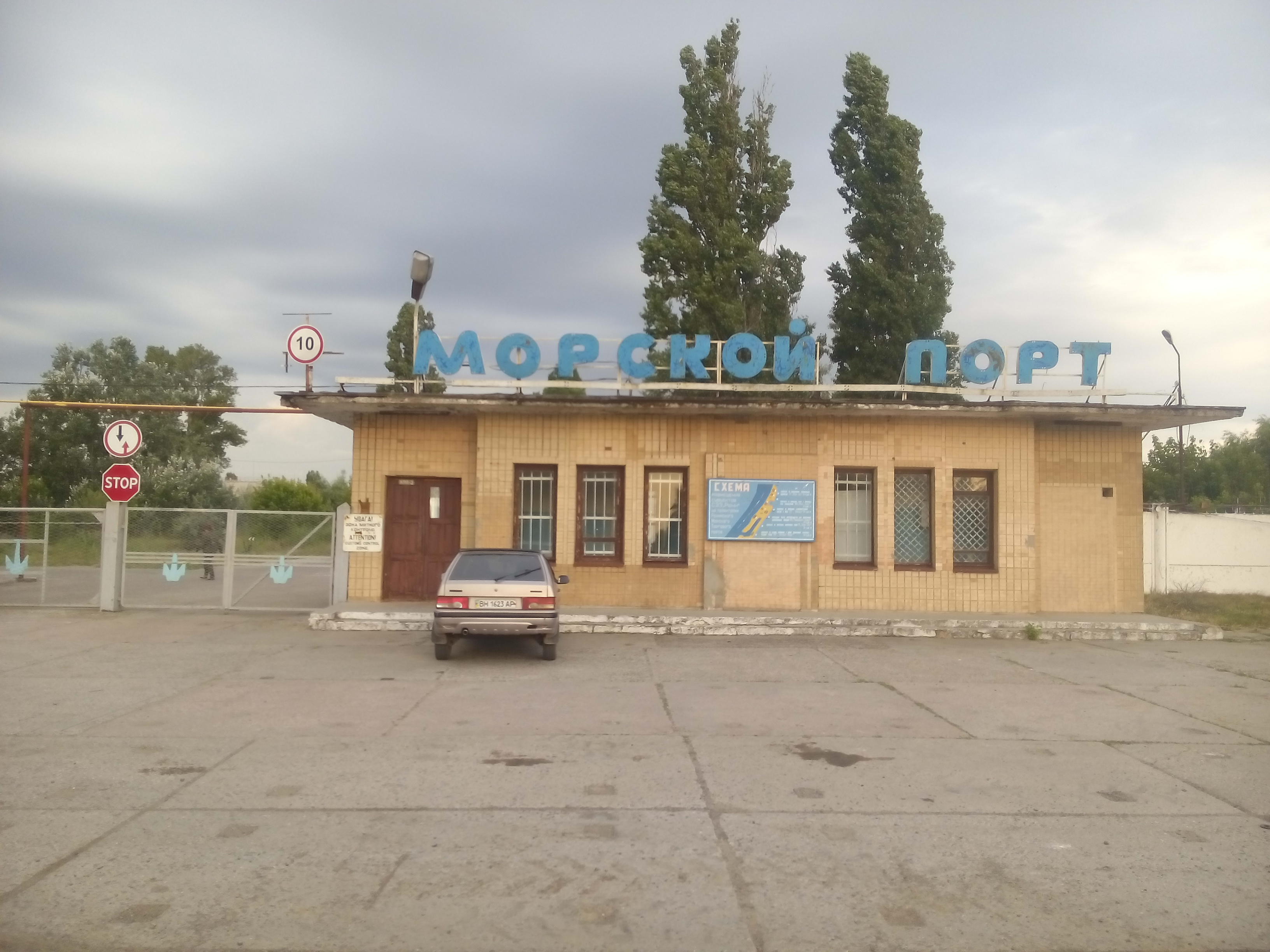
Морський порт. Центральний вхід
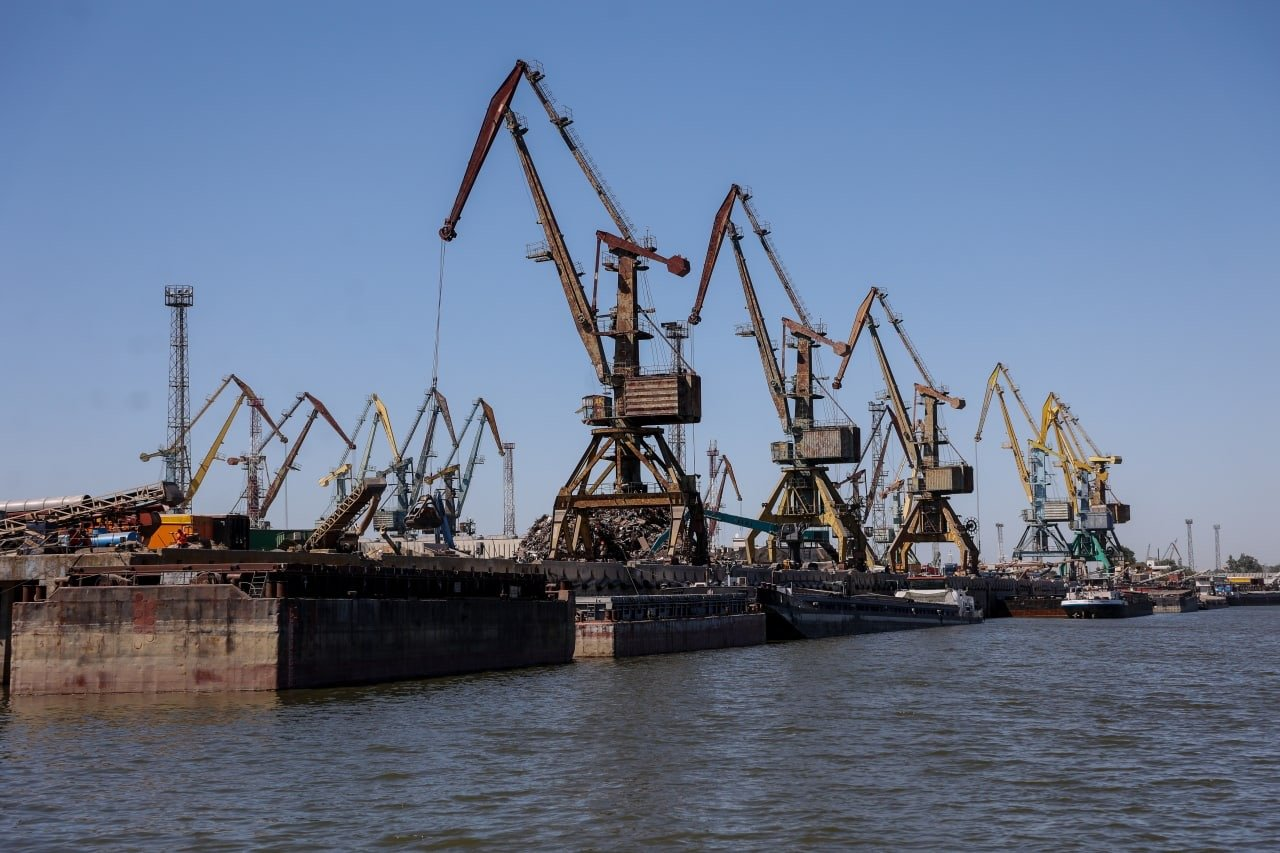
Портові крани
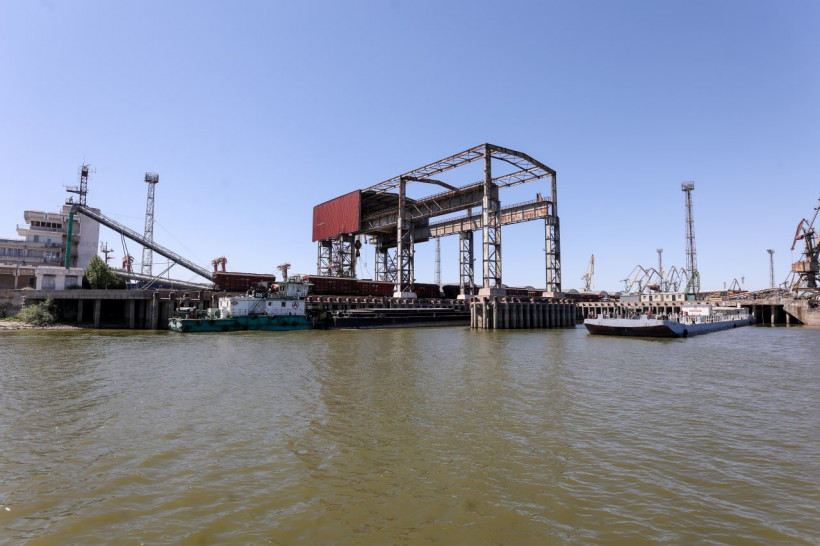
Портові крани
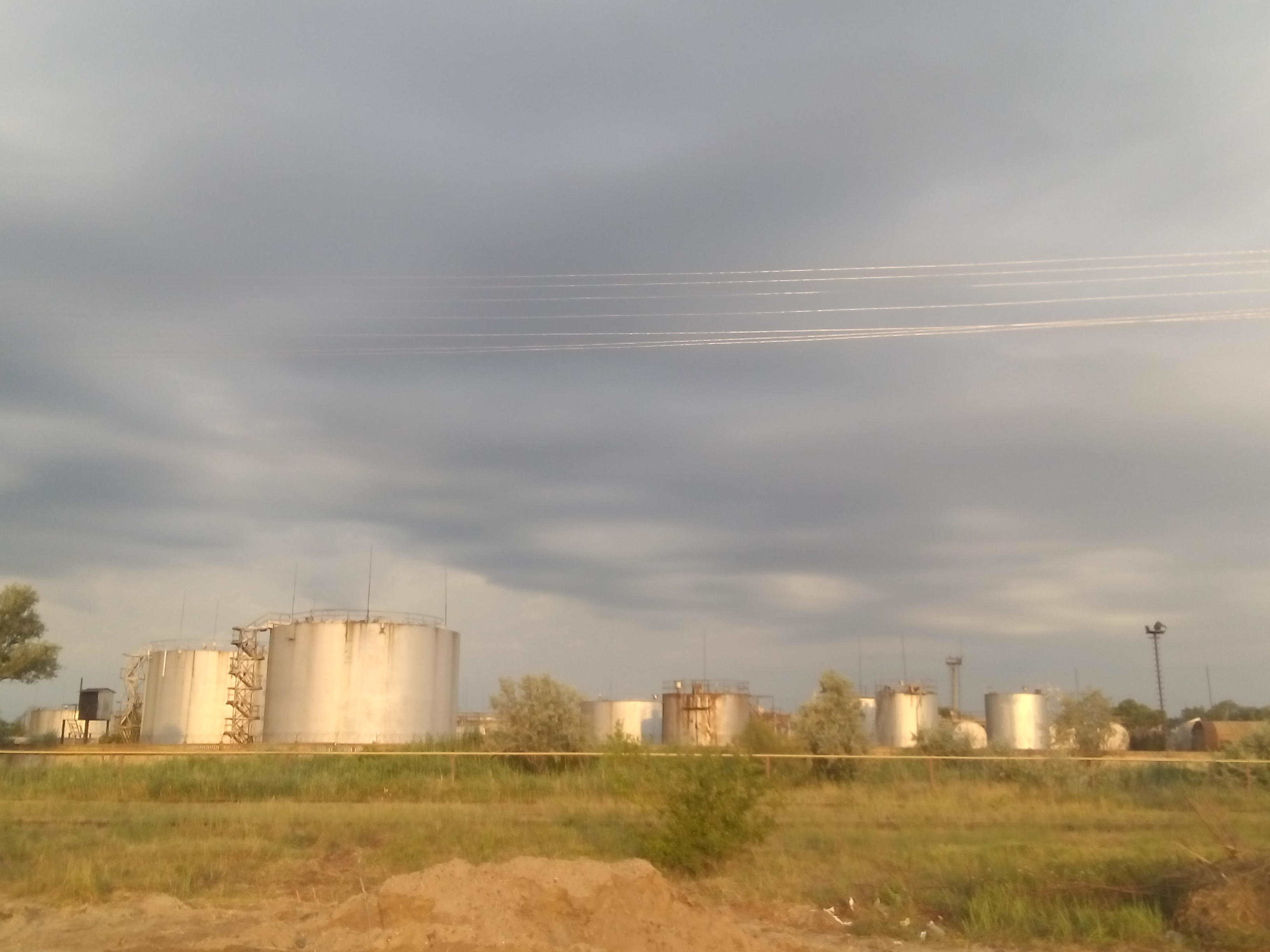
Портові ємності

У березні 2000 року Верховна Рада України прийняла Закон «Про спеціальну економічну зону „Рені“».
12 червня 2020 року, відповідно до Розпорядження Кабінету Міністрів України від № 724-р «Про визначення адміністративних центрів та затвердження територій територіальних громад Одеської області», увійшло до складу Ренійської міської територіальної громади.
19 липня 2020 року, в результаті адміністративно-територіальної реформи і ліквідації Ренійського району, місто увійшло до складу новоутвореного Ізмаїльського району.
24 січня 2023 року детективи НАБУ та прокурори САП затримали мера Рені Ігоря Плехова після отримання ним хабаря на $50 тис. У квітні 2024 року його визнали винним у одержання хабара в особливо великому розмірі й засудили до 9 років в'язниці.
О 4:00 24 липня 2023 року російською армією було нанесено удар по Ренійському морському торговельному порту та був знищений ангар з зерном, відомо про 7 постраждалих: двом постраждалим надана медична допомога на місці, 5 осіб госпіталізовано, один із них в тяжкому стані у реанімації, ще один постраждалий у стані середньої ступені тяжкості, інші троє з легкими осколковими пораненнями та забоями тіла.
О 5:00 16 серпня російською армією був нанесений ще один удар по Ренійскому морському торговельному порту, внаслідок обстрілу пошкоджень та руйнувань зазнали елеватор, складські приміщення та сільськогосподарська техніка.

### Відомі мешканці
- Власов Володимир Володимирович (1998—2023) — старший сержант Збройних сил України, учасник російсько-української війни.
- Капланський Рудольф Ілліч — український та молдовський естрадний співак й скрипаль, соліст джаз-оркестру «Букурія».
- Йосл Лернер — єврейський поет (їдиш).
- Доватур Аристид Іванович — радянський історик, антикознавець.
- Огородніков Віталій Антонович — український науковець, винахідник, доктор технічних наук, професор, завідувач кафедри опору матеріалів та прикладної механіки Вінницького національного технічного університету, заслужений діяч науки і техніки України, Почесний доктор Донбаської машинобудівної академії, судовий експерт зі спеціальності «обставини ДТП».
- Полтавський Сергій Єфремович — громадський діяч. Депутат Верховної Ради УРСР. Кавалер ордена Леніна.
- Топала Станіслав Костянтинович (2003—2022) — матрос Збройних Сил України, учасник російсько-української війни, що загинув під час російського вторгнення в Україну в 2022 році.
- Чаба Катона (Csaba Katona) (1971–) — угорський історик.

## Населення
Чисельність населення має тенденцію повільно зменшуватися. Етнічна будова людності міста відзначається строкатістю. Відносну більшість містян становлять етнічні українці (близько 32,5 % на час перепису 2001 р.), друга за чисельністю етнічна група серед ренійців — молдовани (бл. 29,5 %), третя — росіяни (бл. 21,5 %), четверта — болгари (бл. 8,4 %), пята — гагаузи (бл. 7,9 %). Етнічна структура людності міста упродовж останніх трьох десятиліть змінюється у напрямку зменшення питомої ваги росіян. Мовна зросійщеність українців, молдован, болгар, гагаузів та іншого етнічно не російського населення забезпечило російській мові домінування у місті на час перепису 2001 р.
| 1897 | 1959  | 1970  | 1979  | 1989  | 2001  | 2016  | 2020  | 2022  |
| ---- | ----- | ----- | ----- | ----- | ----- | ----- | ----- | ----- |
| 6941 | 14778 | 19625 | 21532 | 23794 | 20481 | 18965 | 18320 | 17736 |

### Національний склад
Національний склад населення за даними перепису 2001 року:
| Національність  | Відсоток |
| --------------- | -------- |
| українці        | 32,24%   |
| молдовани       | 29,51%   |
| росіяни         | 26,92%   |
| болгари         | 4,87%    |
| гагаузи         | 3,55%    |
| білоруси        | 0,72%    |
| вірмени         | 0,15%    |
| поляки          | 0,14%    |
| грузини         | 0,13%    |
| євреї           | 0,12%    |
| інші/не вказали | 1,65%    |

### Мова
Розподіл населення за рідною мовою за даними перепису 2001 року:
| Мова            | Кількість | Відсоток |
| --------------- | --------- | -------- |
| російська       | 14645     | 70.54%   |
| українська      | 2595      | 12.50%   |
| румунська       | 2775      | 13.37%   |
| гагаузька       | 316       | 1.52%    |
| болгарська      | 280       | 1.35%    |
| білоруська      | 21        | 0.10%    |
| вірменська      | 14        | 0.07%    |
| польська        | 3         | 0.01%    |
| угорська        | 2         | 0.01%    |
| інші/не вказали | 110       | 0.53%    |
| Усього          | 20761     | 100%     |

## Галерея

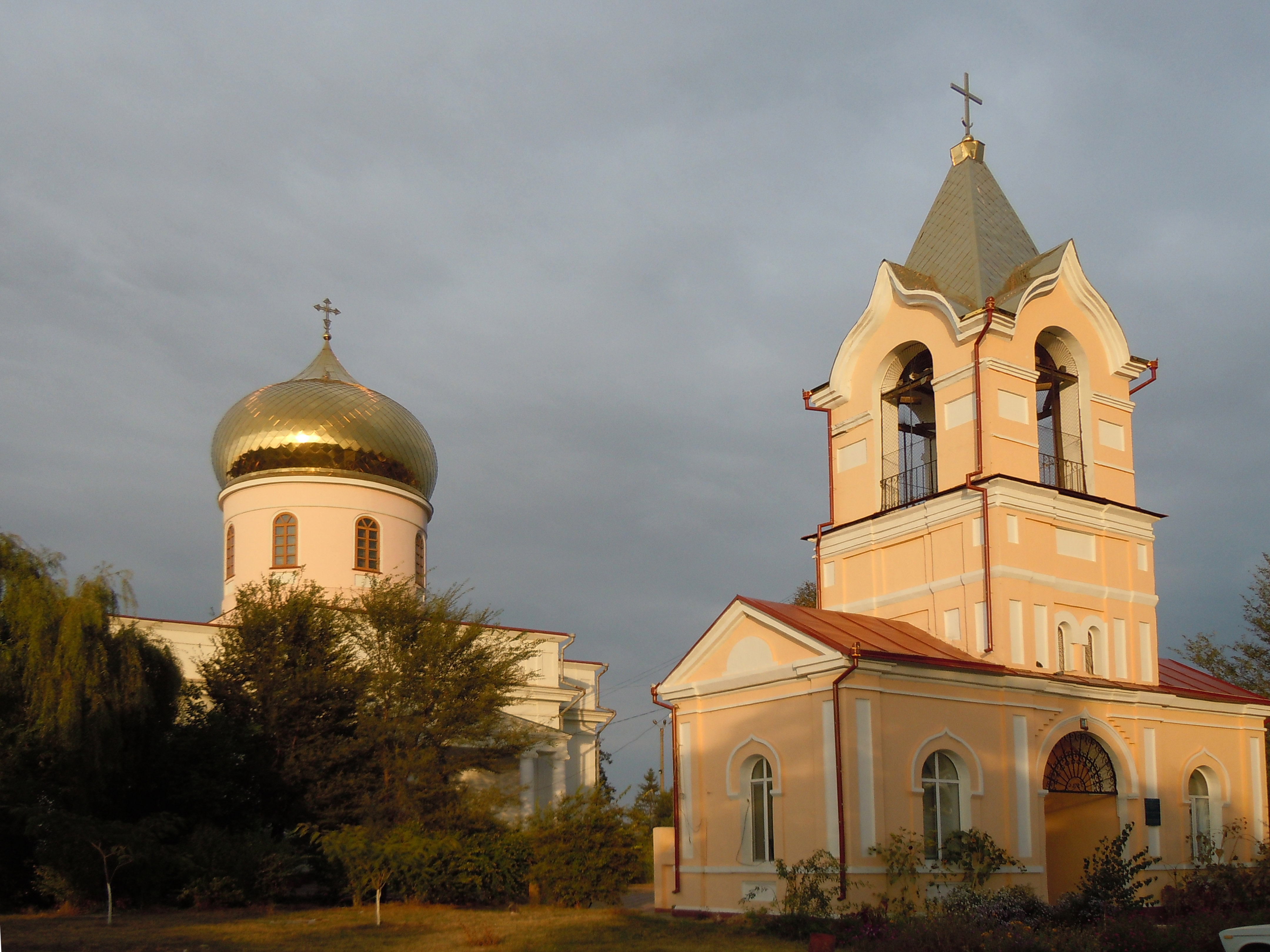
Свято-Вознесенський собор
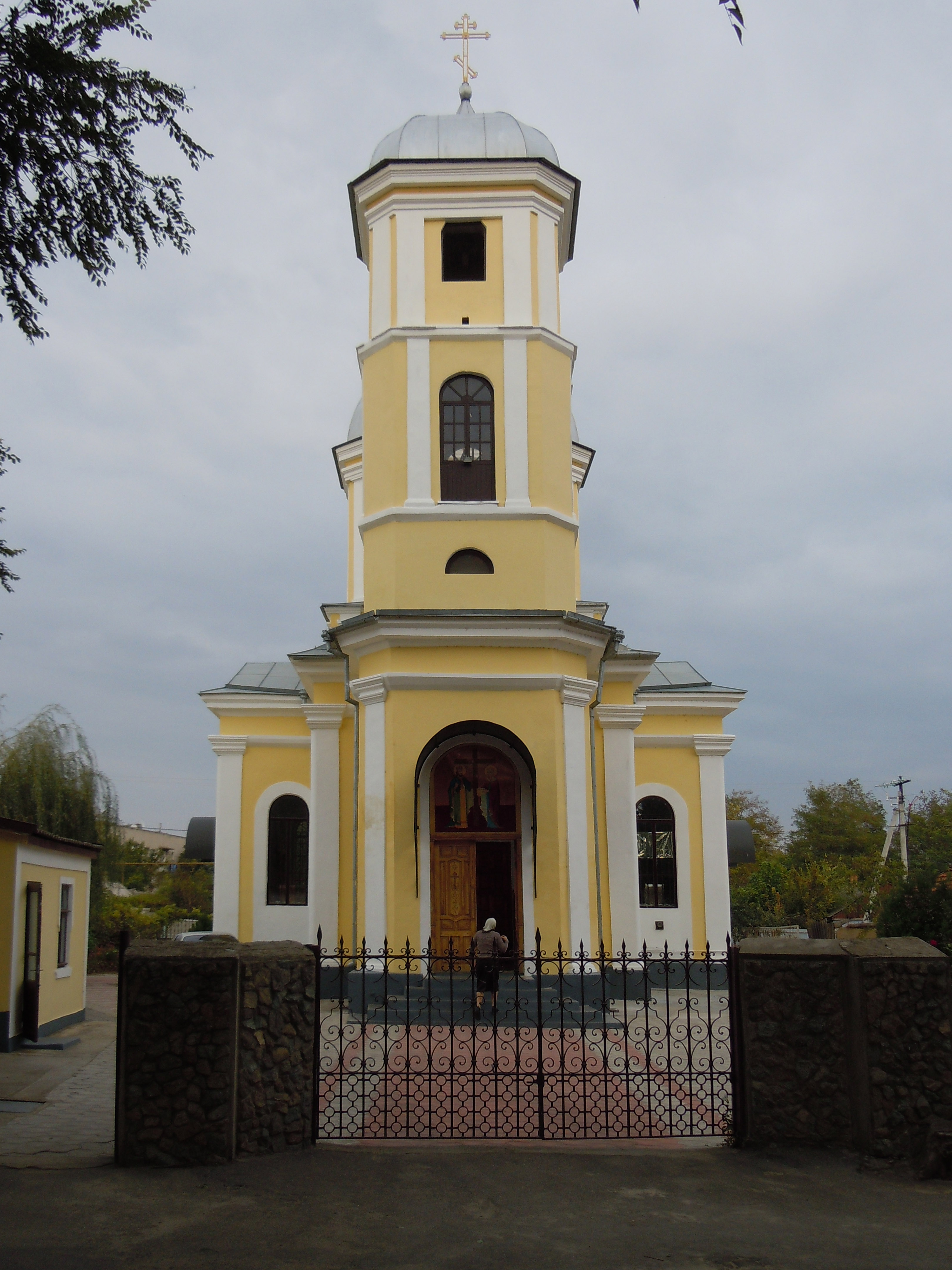
Церква Святих Костянтина і Олени
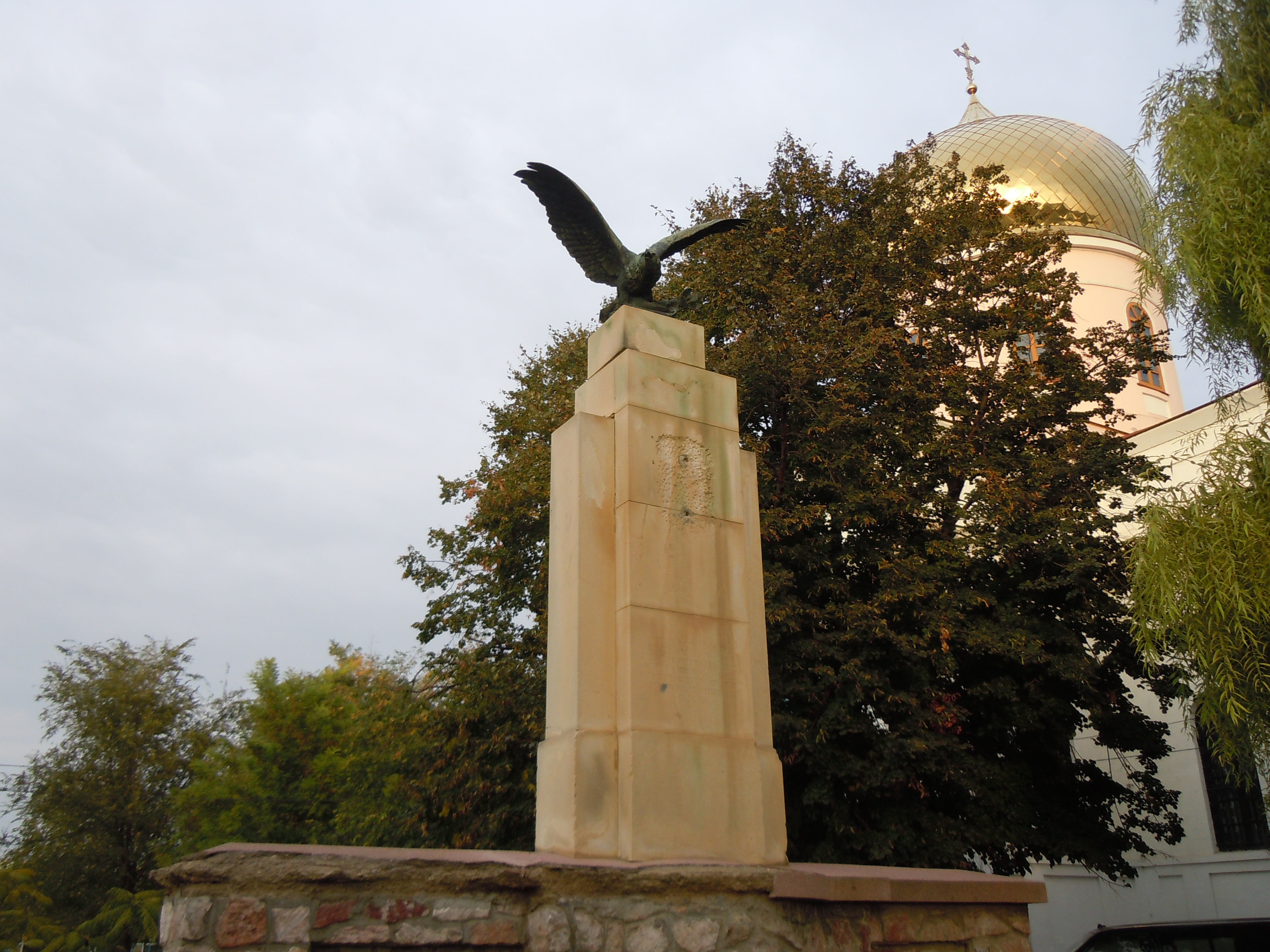
Пам'ятник на площі Свободи
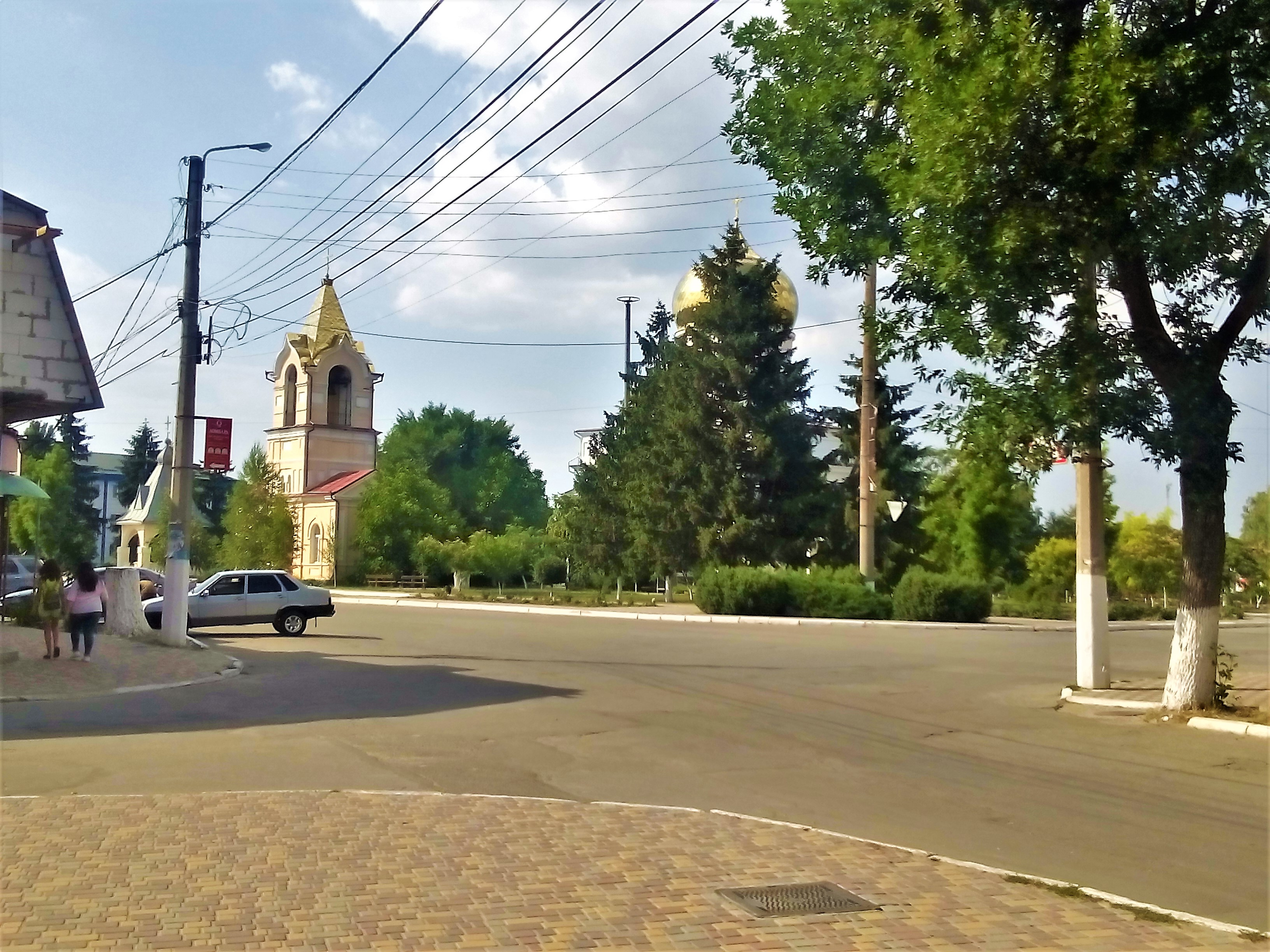
Центр
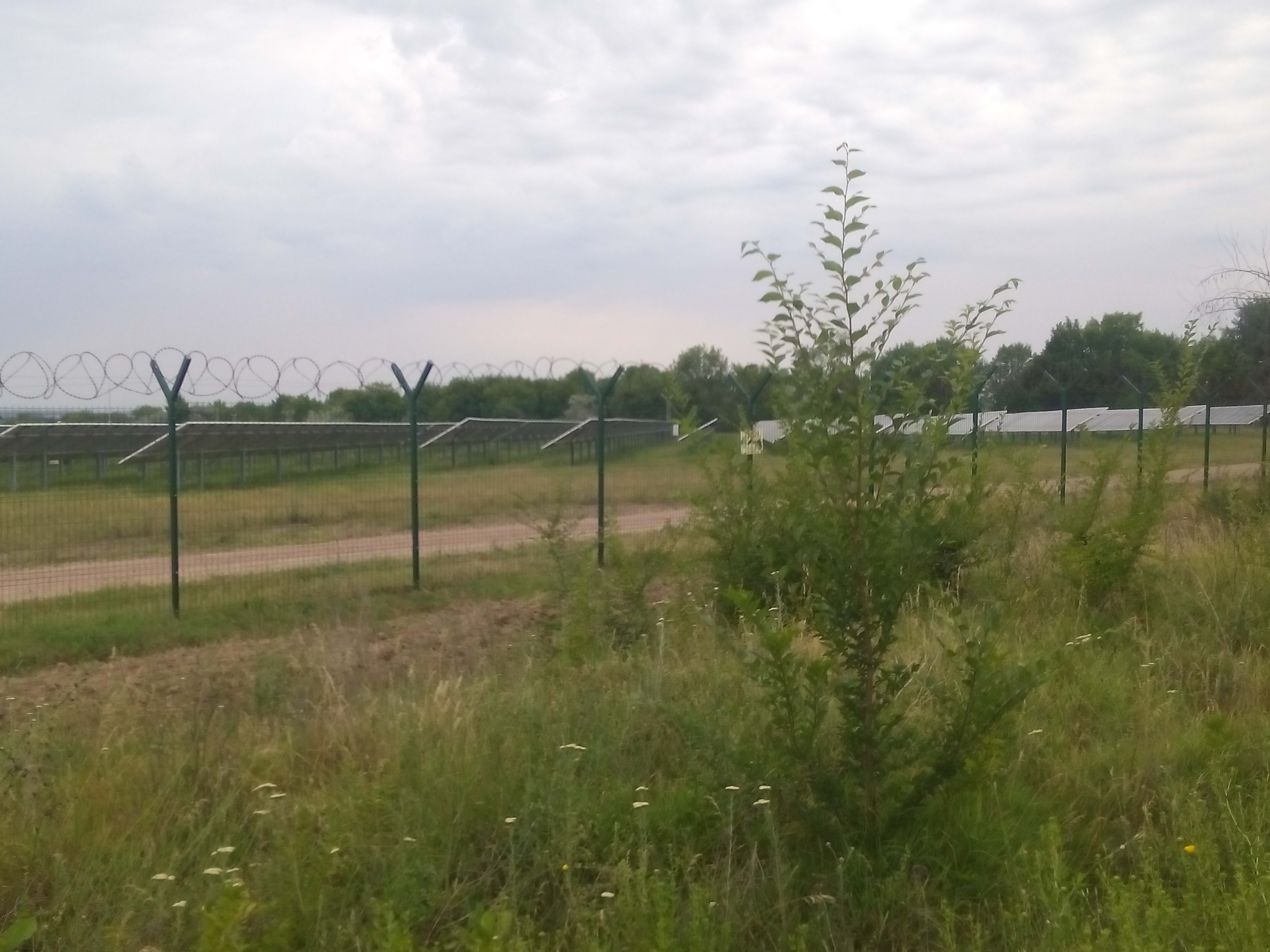
Сонячна електростанція
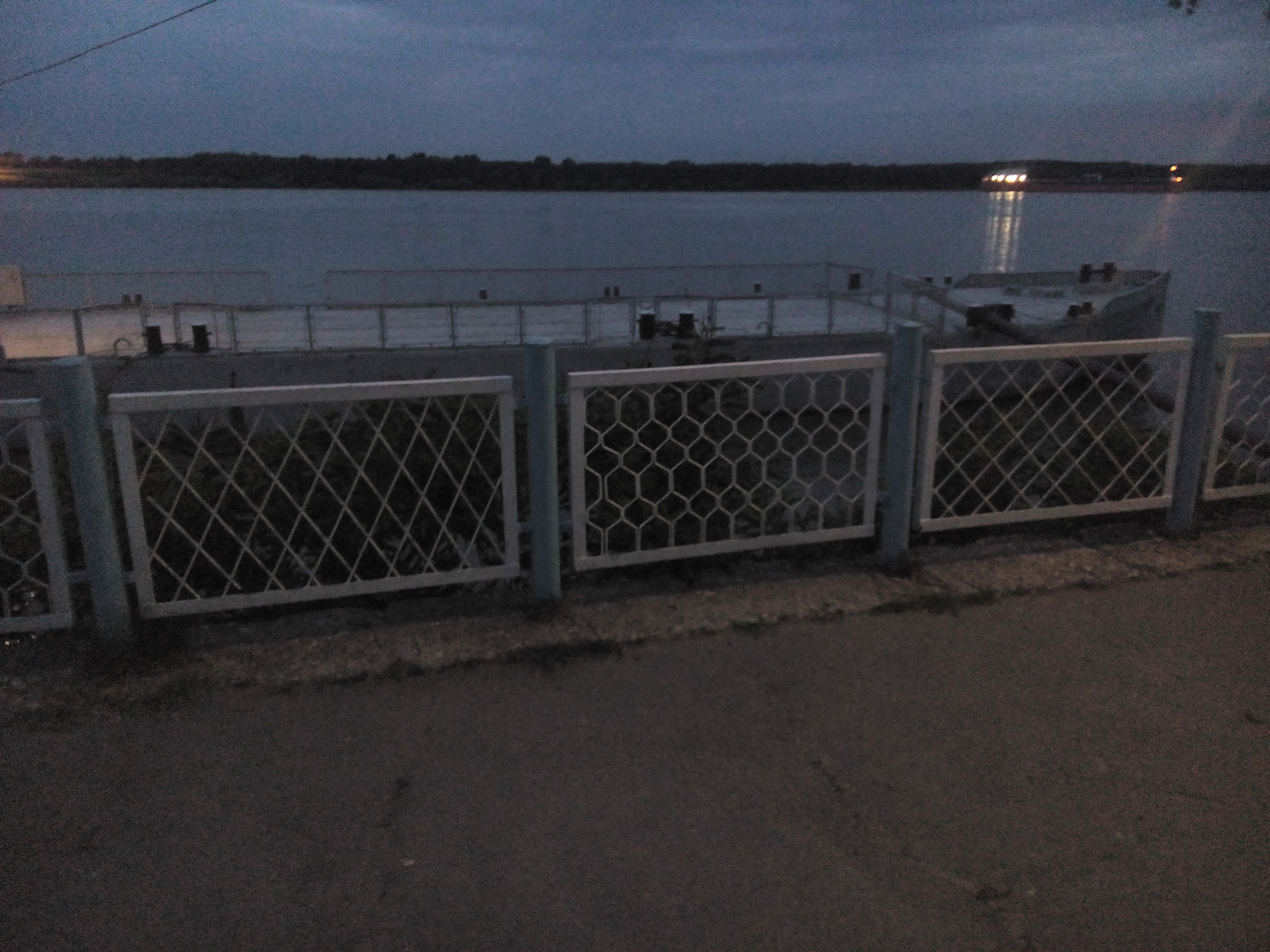
Дунай вночі
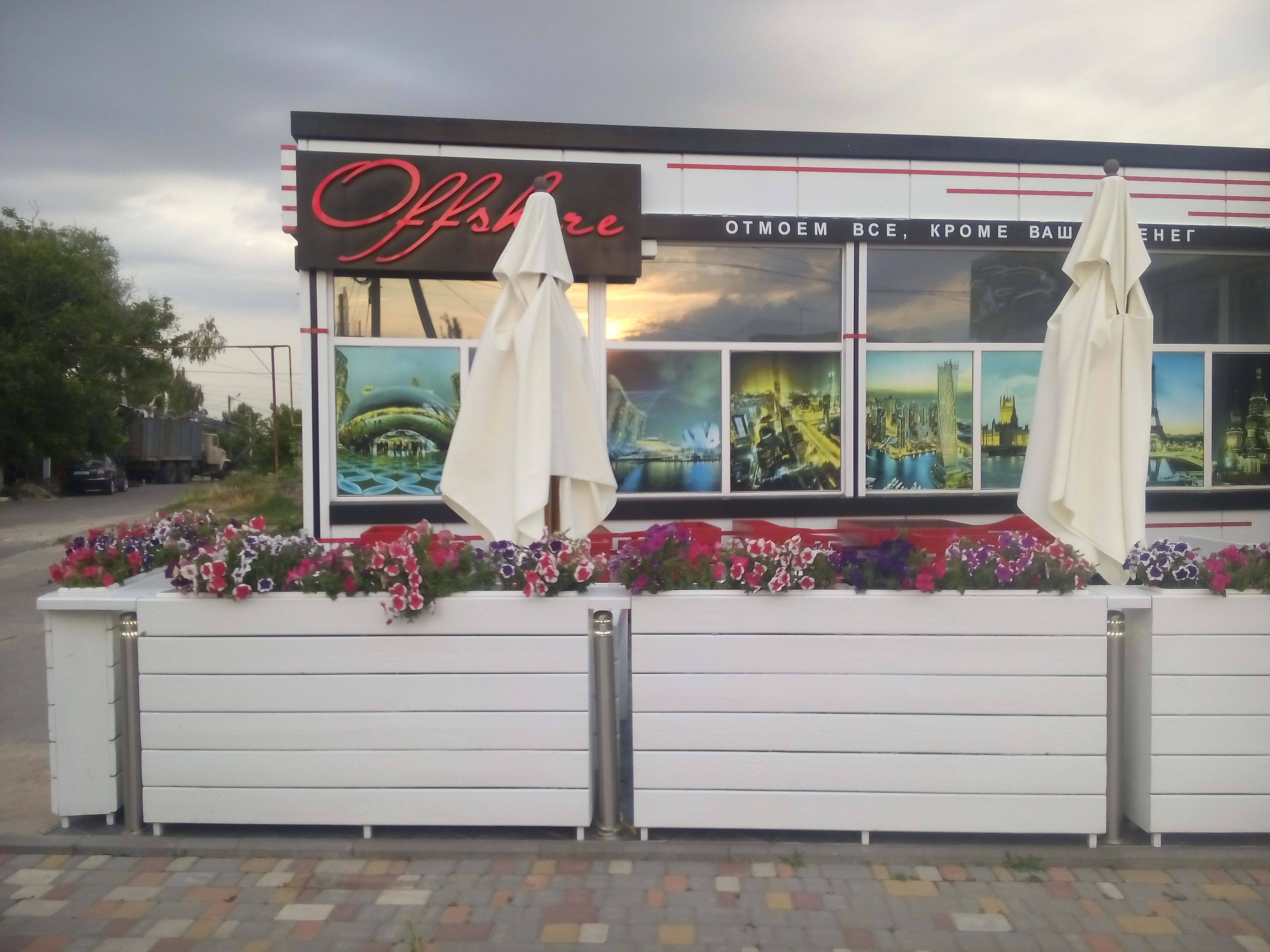
Кафе Offshore
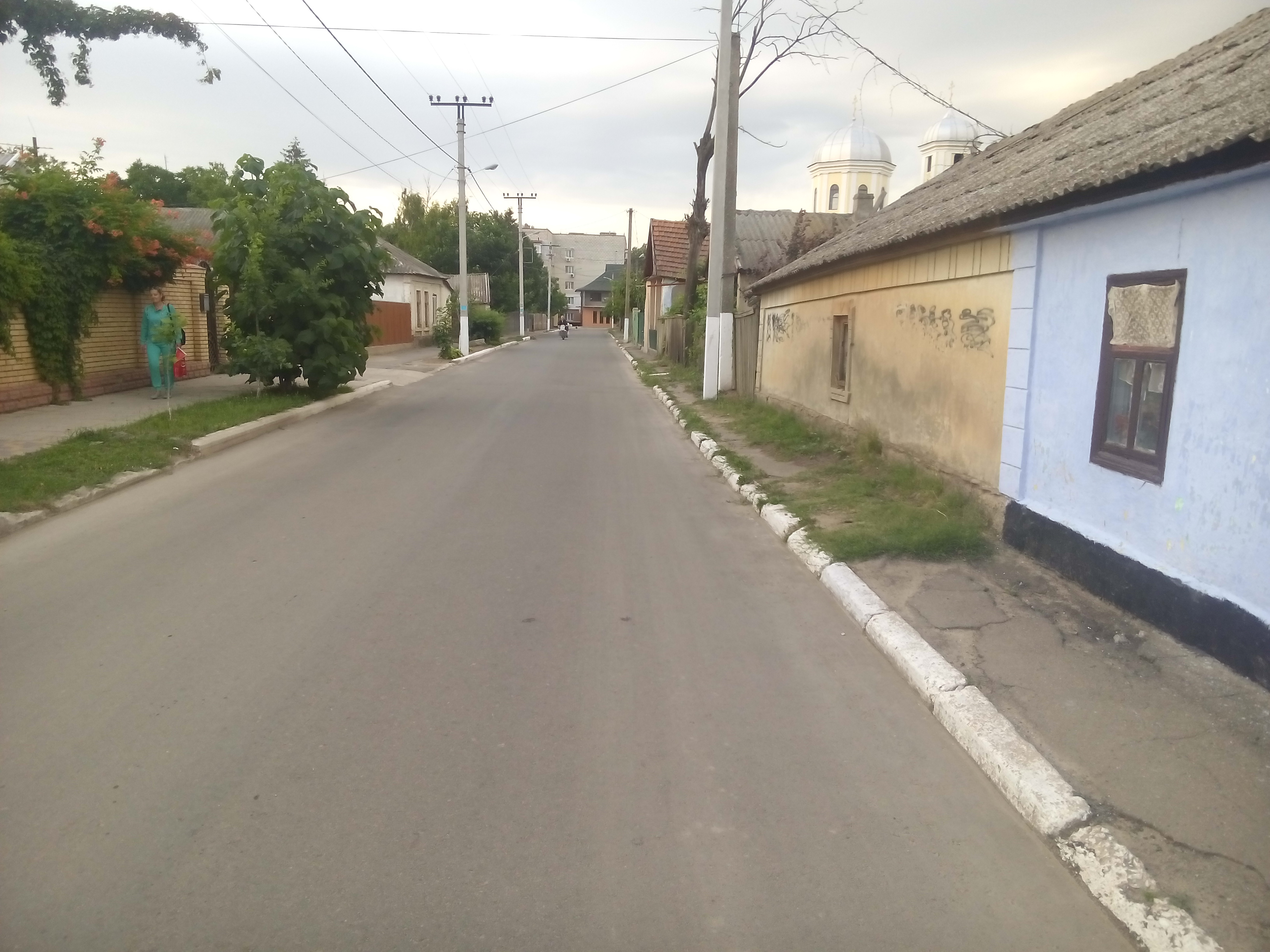
Одна з вуличок
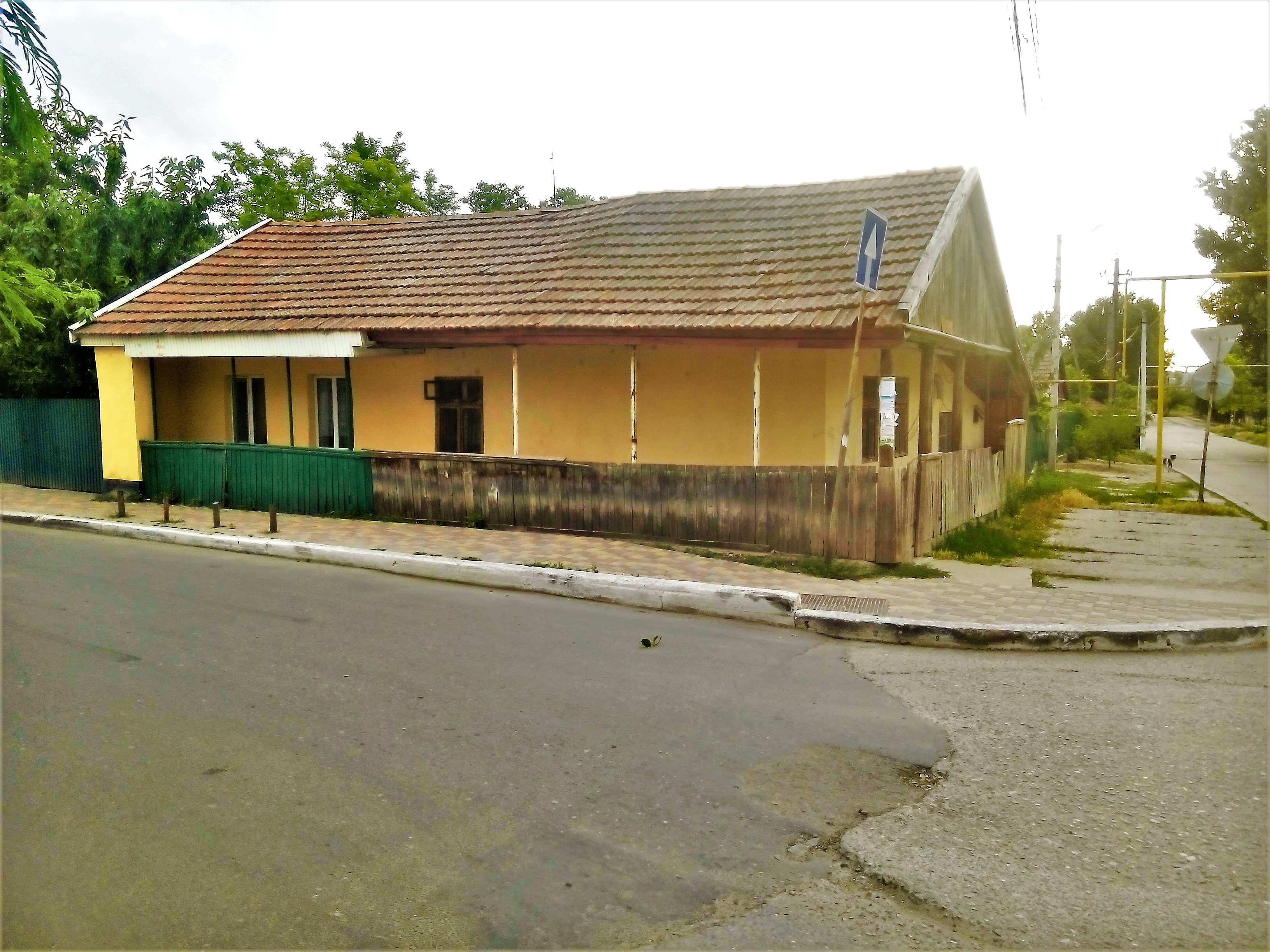
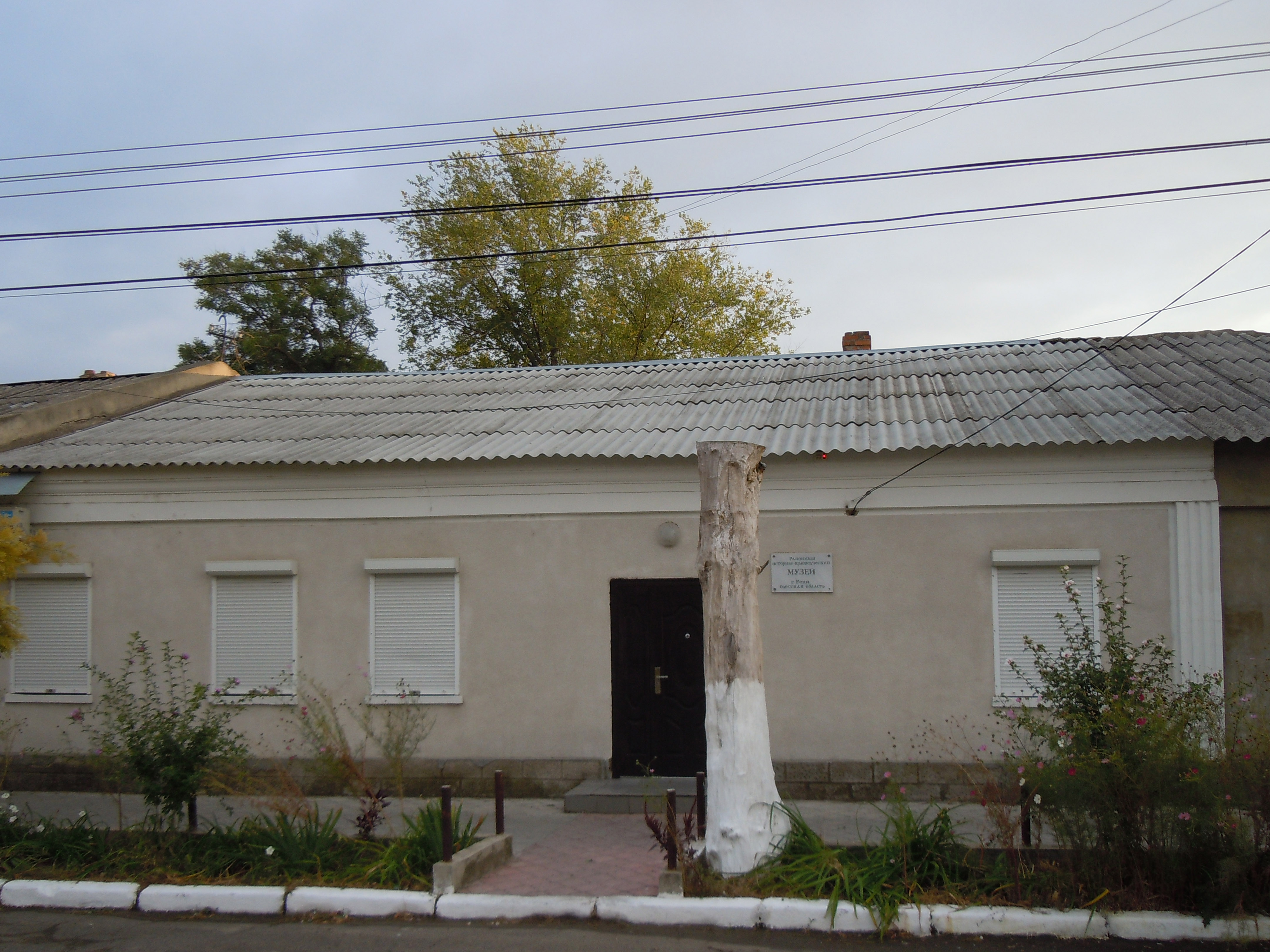
Історико-краєзнавчий музей
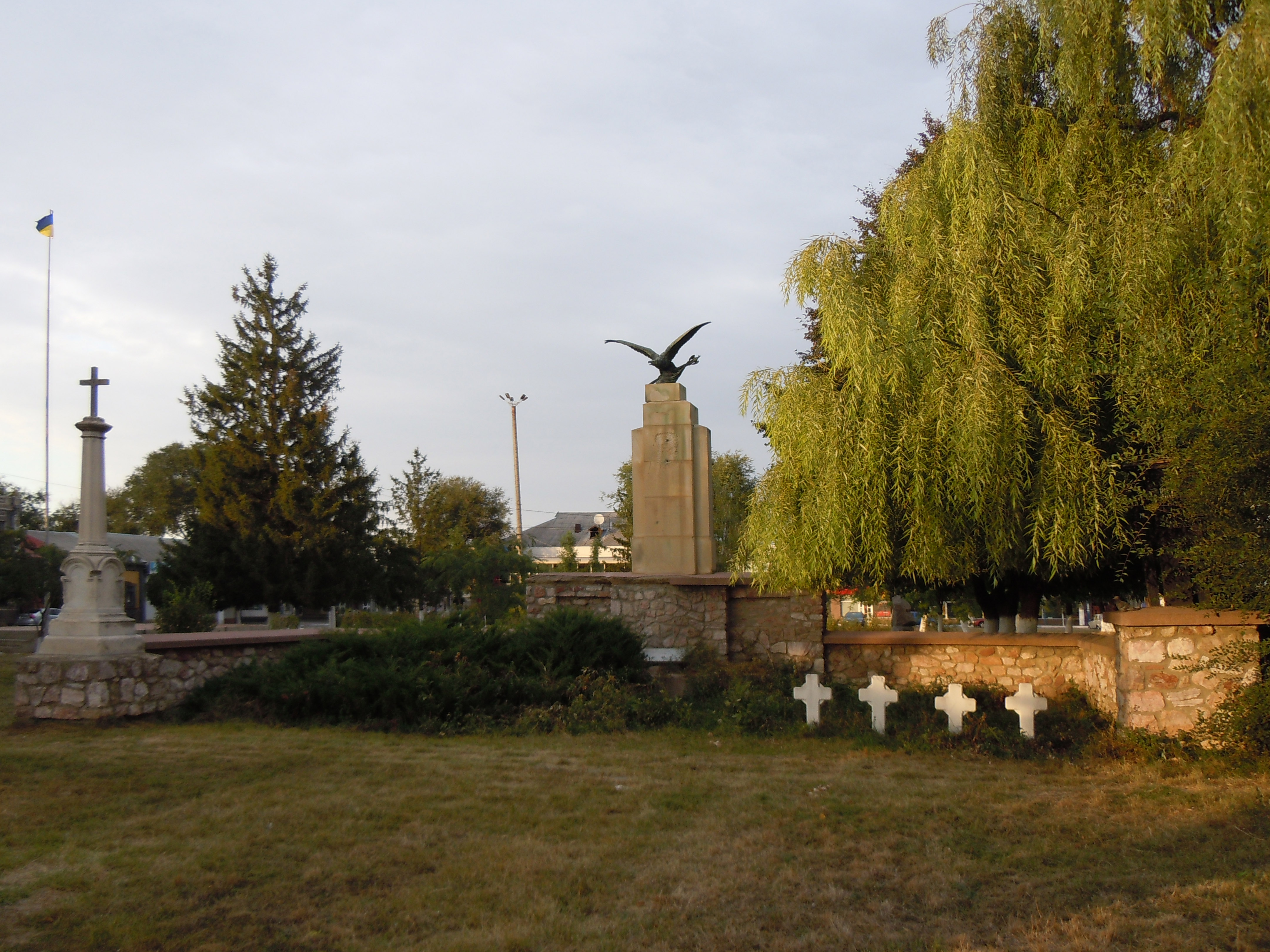
Меморіал на площі Свободи